# فضایل بلخ
فضایل بلخ اثر شیخ‌الاسلام ابوبکر عبدالله بن عمر بن محمد بن داود واعظ به سال ۶۱۰ هجری (۱۲۱۴ میلادی) که قدیمی‌ترین کتاب تاریخ بازمانده از ولایت بلخ محسوب می‌شود. زبان اصلی کتاب به عربی بوده اما اثری از آن باقی نمانده و تنها به واسطهٔ ترجمهٔ فارسی آن که ۶۶ سال بعد، یعنی در سال ۶۷۶ هجری (۱۲۷۸ میلادی)، به قلم عبدالله حسینی صورت گرفته به دست ما رسیده‌است.
نسخه انگلیسی اثر با ترجمهٔ آرزو آزاد، ادموند هرتزیگ و علی میرانصاری به همراه مقدمه و تعلیقات مفصّل در ماه ژانویه ۲۰۲۱ در مجموعهٔ بنیاد اوقاف گیب به چاپ رسیده‌است.
متن کامل فضایل بلخ به تصحیح عبدالحی حبیبی در سال ۱۳۵۰ شمسی در تهران چاپ شده‌است.
کتاب دارای سه قسمت اصلی است: بخش اول مجموعه‌ای مختصر از گزارش‌ها دربارهٔ تاریخ بلخ است که بیشتر از قول علمای دین و فقهای مسلمان روایت شده‌است.
در قسمت دوم، که کوتاه‌تر است، نویسنده فضایل و کرامات بلخ را برمی‌شمرد.
قسمت سوم، که عمده حجم کتاب را در بر می‌گیرد شامل شرح احوال هفتاد تن از علما است (در این میان، ضمن شرح حال یکی از علما، اخباری از دو همسر دانشمند وی نیز روایت شده‌است). بسیاری از این عالمان فقیه بودند و درعین حال به زهد و تصوف هم شناخته می‌شدند. این سه قسمت کتاب را می‌توان جدا از یکدیگر در نظر گرفت، زیرا هر بخش در نوع خود شیوه‌های مختلف تاریخ‌نویسی را نشان می‌دهد.
شهرت بلخ بیشتر به واسطهٔ حضور و فعالیت شخصیت‌های تاریخی در آن، به ویژه تا پیش از حملهٔ مغول است؛ مثلاً بر اساس روایات تاریخیِ زردشتی پیوند تنگاتنگی میان بلخ و زردشت هست؛ اسکندر کبیر با همسر محبوب سغدی خود رکسانا در بلخ ازدواج کرد؛ بلخ یکی از غنی‌ترین معابد و صومعه‌های بودایی را در غرب آسیای مرکزی به نام «نوبهار» در خود جای داده که موطن اجدادی خاندان برامکه بوده‌است. برمکی‌ها املاک بودایی را اداره می‌کردند و پس از فتوحات اسلامی به وزارت و فرمانداری خلفای عباسی در بغداد رسیدند؛ بلخ همچنین زادگاه مولانا جلال الدین محمد و یکی از مناطقی است که عرفان و تصوف اسلامی در آن شکل گرفته‌است. مفاخر تاریخی بلخ فهرست بلندی دارد.